# 大望路駅
大望路駅（だいぼうろ-えき）は、中華人民共和国北京市朝陽区にある北京地下鉄の駅。

## 乗り入れ路線
1号線と14号線が乗り入れ、接続駅となっている。1号線のみ駅番号が導入されており、「123」が割り振られている。

## 歴史
計画時の仮称は「熱電廠駅」（中国語：热电厂站）であった。
- 1999年9月28日 - 復八線（後の1号線）として開業。
- 2000年6月28日 - 西単駅 - 天安門西駅間開通と同時に、復八線は1号線の駅となる。
- 2015年12月26日 - 14号線開業[2]。

## 駅構造

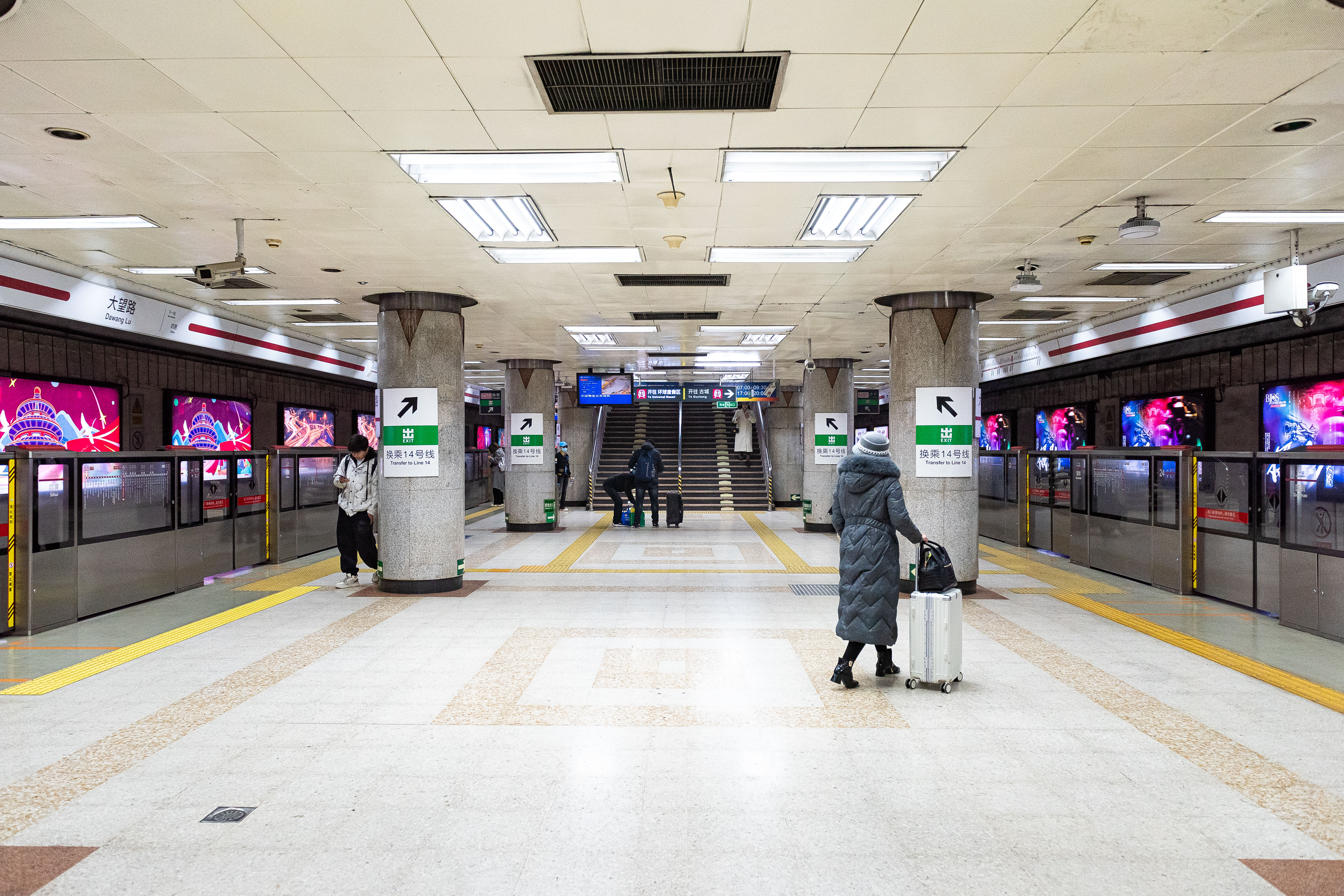
1号線ホーム

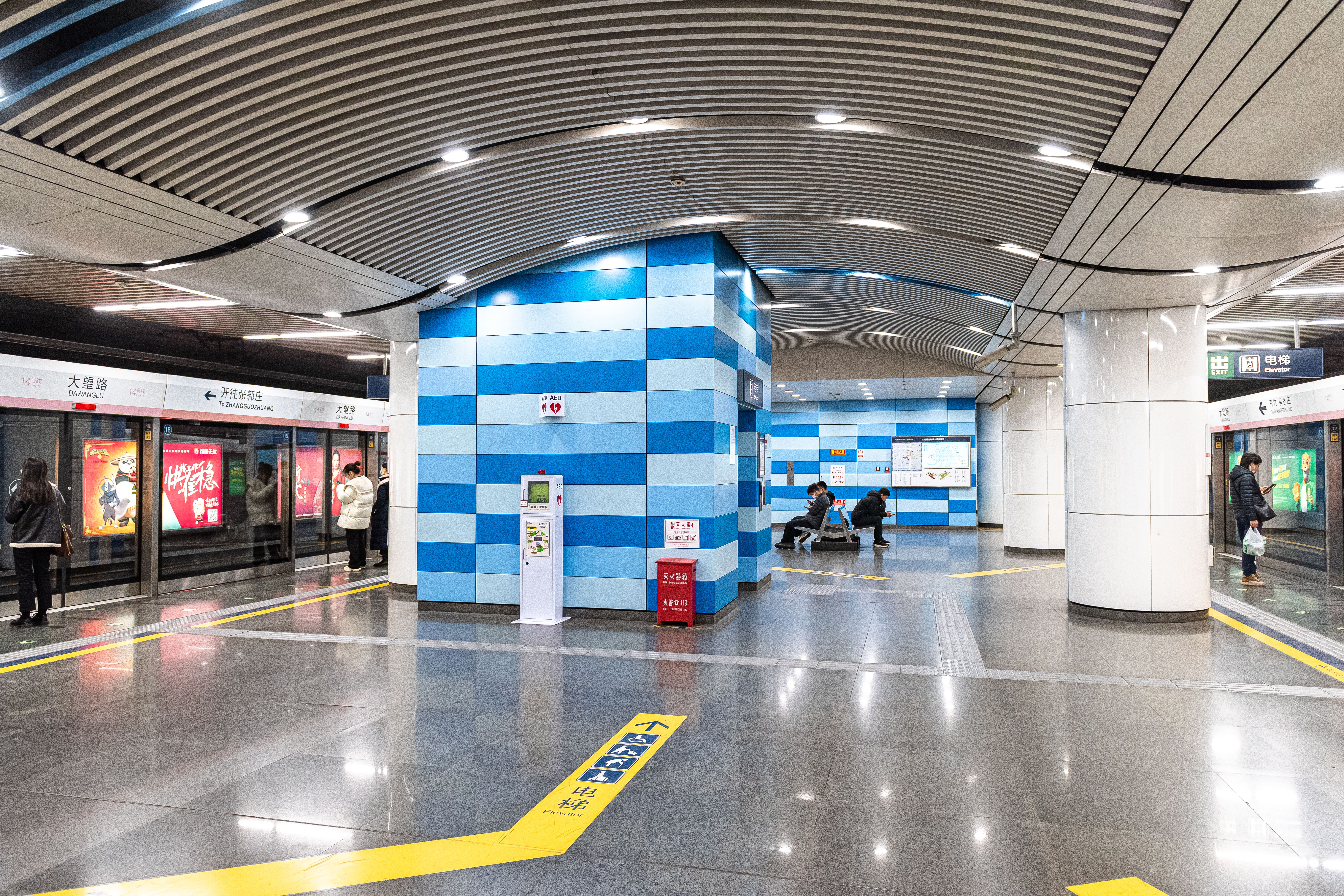
14号線ホーム

1号線の駅は、当駅は建国路と西大望路が交わる交差点の西側、建国路の真下に位置する。14号線の駅は交差点の西大望路の真下にある。ホームは2線共に島式ホーム1面2線構造。14号線の駅構内には中央美術学院建築学院の教師が設計した壁画《朝九晚五》がある。

### のりば
両路線ともに案内上ののりば番号は設定されていない。
| 1号線ホーム (B2F)  | 1号線ホーム (B2F) | 1号線ホーム (B2F)          |
| ------------------ | ----------------- | -------------------------- |
| 西方向             | 1号線             | 建国門・王府井・苹果園方面 |
| 東方向             | 1号線             | 四恵・四恵東方面           |
| 14号線ホーム (B3F) |                   |                            |
| 南西方向           | 14号線            | 北京南駅・張郭荘方面       |
| 北東方向           | 14号線            | 善各荘方面                 |

## 駅周辺
- 華貿中心
- 百事和大厦
- 紅星大厦
- 北京紅星股份有限公司（中国語版）
- 現代城
- 金沙江重慶火鍋城
- 松公村
- 東方瑞金達快餐
- 京客隆（中国語版）
- 北京第一熱電廠（中国語版）
- 金地中心商場
- SOHO現代城（中国語版）

## 隣の駅
北京地下鉄
 1号線
国貿駅 - 大望路駅 - 四恵駅
 14号線
九竜山駅   - 大望路駅 - 金台路駅